# Socialistisk Internationale
Socialistisk Internationale (SI) er en international organisation af socialdemokratiske og socialistiske politiske partier samt arbejderpartier. Formand er grækeren Georgios Andrea Papandreou.
Efter Andet Internationales sammenbrud under Første Verdenskrig oprettedes Socialistisk Arbejderinternationale i 1923 – dette varede dog kun til 1940. Efter 2. verdenskrigs slutning etableredes SI i 1951 som afløseren med det danske socialdemokrati som et af de stiftende medlemmer.
Socialistisk Internationale spaltedes i 2013, da det tyske socialdemokrati, SPD, brød ud og dannede den nye internationale Progressive Alliance. I 2017 opsagde det danske socialdemokrati sit medlemskab af Socialistisk Internationale og tilsluttede sig i stedet Progressive Alliance.

## Formænd
- 1951-1957: Morgan Phillips (Storbritannien)
- 1957-1962: Alsing Andersen (Danmark)
- 1963: Erich Ollenhauer (Vesttyskland)
- 1964-1976: Bruno Pittermann (Østrig)
- 1976-1992 Willy Brandt (Vesttyskland/Tyskland)
- 1992-1999 Pierre Mauroy (Frankrig)
- 1999-2005 António Guterres (Portugal)
- 2006: Georgios Papandreou (Grækenland)